# Костянтинівська центральна міська публічна бібліотека
Костянтинівська центральна міська публічна бібліотека — це ведуча[джерело?] бібліотека централізованої бібліотечної системи міста Костянтинівки Донецької області.
За свідченням очевидців та з архівних документів відомо, що перша книгозбірня у м. Костянтинівці була заснована у 1905 році робітником заводу скловиробів Г. Бєлоусовим. Тоді фонд бібліотеки становив 112 примірників книг та журналів. Книгозбірня займалася просвітницькою діяльністю серед робітників і службовців скляної промисловості. Центральна міська бібліотека є правонаступником першої публічної бібліотеки м. Костянтинівки.
У 1922 році при великій міській бібліотеці існував гурток самоосвіти під керівництвом Фелікса Ковалевського, твори якого вже тоді публікувались у журналах «Забой» та «Літературний Донбас».
У 1930—1940 рр. мешканців міста обслуговували 16 бібліотек з книжковим фондом понад 120 тисяч примірників. Під час окупації міста пожежа знищила приміщення та фонд міської бібліотеки.
Нова історія бібліотеки починає свій відлік з вересня 1943 року після визволення міста. Мешканці міста відгукнулися на звернення завідувачки бібліотеки Бризгалової В. Т. — відродити міську бібліотеку. Завдяки зусиллям населення було зібрано 4 000 примірників книг, які склали ядро бібліотечного фонду. За час свого існування бібліотека тричі змінювала свою адресу. Розбудовувалося місто і в 1979 році центральна міська бібліотека отримала нове приміщення загальною площею 1700 кв. метрів у мікрорайоні «Сонячний». 1980—1990 — ті роки стали для бібліотеки періодом наполегливої роботи на шляху до оптимізації її організаційної структури, технологічного оновлення, впровадження маркетингової концепції розвитку.
Сьогодні бібліотека — це сучасний культурний, освітній, інформаційний центр Костянтинівки, який для її мешканців є осередком доступу не тільки до суто бібліотечних, але й зовнішніх інформаційних ресурсів. Відповідно до вимог часу до традиційних документальних ресурсів поступово додаються текстові бази даних на електронних носіях. До послуг користувачів бібліотечний фонд понад 163 тис. примірників, наявність локальної комп'ютерної мережі та зони Wi-Fi.
У сучасних соціально-економічних умовах розвитку суспільства зростає соціальний ефект бібліотечної діяльності. Сьогодні бібліотека є тією установою, яка може консолідувати громадськість щодо вирішення соціально значущих проблем і бере участь у становленні громадянського суспільства.9 листопада 2018 року, у День української писемності та мови, в центральній міській публічній бібліотеці зібралися шанувальники українського слова. ЦМПБ приєдналася до проведення східноукраїнського літературно-мистецького проекту «Кальміюс», організаторами якого виступили Станіслав Черногор з Олександрою Папіною (ГО «Фонд розвитку громади») і Тетяна Пилипець (Львівська обласна бібліотека для юнацтва). Тут були представлені три локації. На першій локації «Діти» інтерактивну подорож у світ КОТІВ-ВОЯКІВ (квіз) здійснили представники харківського видавництва «АССА», які презентували вперше українською мовою всесвітньо відому серію романів «Коти-вояки». Під час проведення майстер-класу по мотивам книги Девіда Маккі «Елмер» (АССА) маленькі читачі — діти познайомились з неймовірним вигадником та жартівником Елмером — найвідомішим у світі слоном, головним героєм книжки. Діти із задоволенням створювали своїх паперових різнокольорових слонів у клітинку. Діти та батьки були дуже вражені і вдячні видавництву «АССА» за цікаву зустріч. Вони отримали масу позитивних емоцій.
На другій локації «Підлітки» зустрічалися літератори Донецького регіону — краматорчани Марія Цимбал і Олександр Олійник та горловчанин Микола Сергієнко (Джміль) з дружиною Любов'ю Чепигою та учні старших класів СЗОШ №" 1, 13. Автор представив третю книгу, яка має назву «Коло». Автор майстерно продекламував багато поетичних рядків з нової книги. А вірш-реквієм про голодомор 1932—1933 років «Мамо сплять» вразив усіх присутніх трагізмом тієї страшної сторінки історії.
Поет також розповів про свою поему-легенду «АТТІЛА, або Благовіст Любові».
Розмову з підлітками «про дім, почуття, життя і СЕРЦЕБИТТЯ» продовжила Марія Цимбал. Поетеса-письменниця з Краматорська. Пише вже більше 15 років, видала 3 віршовані збірки та одну прозову. Сюжети її віршів — інтимна лірика, кохання, що пронизує усе тіло з голови до кінчиків пальців. Останні три роки жила у Івано-Франківську, надихалась мистецтвом та культурою. А тепер повернулась і вирішила дарувати весь мистецький досвід Сходу.
Наступний автор — Олександр Олійник. Його твір «Денний звук» — номінант премії «книга року ВВС 2018». Книга пронизана філософськими роздумами про сенс життя і його швидкоплинність і про те, як кожен із нас розплачується за помилки минулого. Насиченою виявилася третя локація «Дорослі», на який Тетяна Пилипець (директор Львівської обласної бібліотеки для юнацтва) представляла кожного літературного гостя. Тут презентували свої твори відомі сучасні прозаїки і поети — Любко Дереш, Олена Стяжкіна (презентація збірки повістей «Розка»), Ірен Роздобудько («Прилетіла ластівочка»). Дует Ірен Роздобудько та Ігор Жук призвели незвичайне враження на присутніх. Несподівана Зоя Казанжи вразила обговоренням про «Літературу на межі журналістики та блогерства».   А ще Сергій Гридін був готовий розповісти присутнім про підлітків та підліткову літературу.
Після закінчення фестивалю колектив ЦМПБ отримав подяку від його організаторів;
19 жовтня  Пункт європейської інформації Костянтинівської ЦМПБ приймав   на гостини співзасновника, директора з розвитку  Українсько — Польського Центру Освіти «UniverPL»  і просто чудову  людину Івана Капелюшника. Іван виступив з презентацією навчання у Польщі. На презентації було представлено 25 престижних навчальних закладів Польщі, а саме: Варшави, Кракова, Любліна, Вроцлава та Гданська http://konstlib.net/node/14700 Однією з прогресивних форм взаємодії бібліотеки з різними структурами та користувачами є соціальне партнерство, яке дозволяє учасникам як позиціонувати свої інтереси серед місцевої громади, так і враховувати інтереси її членів. Соціальне партнерство — перспективний шлях заради подальшого розвитку системи соціального обслуговування, який дозволяє оперативно та якісно задовольняти інформаційні та культурні потреби громади міста. У бібліотечній сфері соціально-партнерські відносини розвиваються як на внутрішньому, так і на зовнішньому рівні. В першому випадку вони представляють процес формування соціально-трудових відносин у колективах міста. В іншому випадку — це взаємодія бібліотеки з усіма суб'єктами суспільства: користувачами, органами влади, вітчизняними та закордонними благодійними фондами, громадськими організаціями. Військові з 90-ого окремого батальйону ім. Героя України І. І. Зубкова, Костянтинівського об'єднаного міського військового комісаріату, Костянтинівської військової комендатури є постійними учасниками численних бібліотечних заходів, що дає змогу підростаючому поколінню безпосередньо спілкуватися з ними та дізнаватися про нелегку військову професію — захищати Батьківщину.